# William Grebe
William F. Grebe (* 9. März 1869 in Chicago; † 29. Juni 1960 ebenda) war ein US-amerikanischer Fechter.

## Erfolge
Bei den Olympischen Spielen 1904 in St. Louis nahm er an drei Fechtwettbewerben teil. Im Florettfechten schied er ohne Sieg in der ersten Runde aus. Mit dem Säbel gelangen ihm dagegen zwei Siege. Da er im Verlauf des Wettbewerbs zwei Treffer mehr gelandet hatte als Albertson Van Zo Post, der ebenfalls zwei Gefechte gewann, schloss er den Wettbewerb vor Van Zo Post und hinter dem mit drei Siegen erstplatzierten Manuel Díaz auf dem zweiten Platz ab. Bei dem nur 1904 ausgetragenen Wettbewerb im Stockfechten war Grebe einer von drei Teilnehmern und wurde Dritter und damit Letzter.